# Willy Otto Jordan
Willy Otto Jordan (São Paulo, 15 de setembro de 1920 — S. Paulo, 07 de outubro de 2019) foi um empresário e nadador brasileiro, que participou de uma edição dos Jogos Olímpicos pelo Brasil.
Foi membro do Conselho Municipal de Esportes na gestão de Ademar de Barros. Foi, também, diretor da Federação das Indústrias do Estado de São Paulo, presidente do Sindicato das Indústrias de Laticínios do Estado de São Paulo e diretor da Associação de Produtores de Café Solúvel.

## Trajetória esportiva
Aprendeu a nadar no rio Pinheiros. Praticou atletismo e chegou a ganhar competições no arremesso de peso. Aos sete anos, frequentava o Clube Germânia, atual Esporte Clube Pinheiros, e lá começou a treinar.
Participou de sua primeira competição, em 1932, como nadador do Pinheiros e, depois, da Associação Atlética São Paulo. Durante a Revolução Constitucionalista participou como escoteiro, levando mensagens do quartel general para a força pública.
Em 1940, ele quebrou os recordes sul-americanos nos 200 metros livre e 100 metros peito, bem como o recorde brasileiro dos 100 metros livre, competindo contra nadadores do Japão, incluindo os medalhistas olímpicos Masanori Yusa e Tetsuo Hamuro. Mais tarde naquele ano, foi campeão nacional no nado peito e no revezamento, bem como nos 100 metros livre, pela primeira vez.
À Jordan foi oferecida uma bolsa de estudos integral na Universidade de Yale durante a Segunda Guerra Mundial, mas recusou-a por causa de seu patrocínio e por causa de sua ascendência alemã. Ele continuou na natação e melhorou vários recordes sul-americanos durante os anos de guerra, enquanto trabalhava para a empresa de seu pai.
Nas Olimpíadas de 1948 em Londres, ele foi a duas finais, terminando em sexto lugar nos 200 metros peito, e em oitavo lugar no revezamento 4x200 metros livre, junto com Sérgio Rodrigues, Rolf Kestener e Aram Boghossian; também nadou os 100 metros livre, terminando em 14º lugar.
Nos Jogos Pan-Americanos de 1951 em Buenos Aires (o primeiro Pan da história), ganhou uma medalha de prata nos 200 metros peito.
Foi chefe da delegação de natação do Brasil nos Jogos Olímpicos de 1952 em Helsinque, embora ele não tenha participado de nenhum dos eventos. 
Retirou-se da natação em 1954.